# Akaba (Spiel)
Akaba ist der Name eines Kinderspiels von Guido Hoffmann aus dem Jahr 2004. Hoffmann war auch für die Grafik zuständig. Erschienen ist es bei HABA. Das Brettspiel, bei dem Geschicklichkeit und Gedächtnis gefragt sind, wurde 2005 mit dem Deutschen Kinderspielepreis, dem Toy Innovation Award und mit dem Siegel Spiel gut ausgezeichnet. Außerdem wurde es für den As d’Or – Jeu de l’Année in Cannes 2006 nominiert.

## Ablauf
Auf dem Basar von Akaba mit unterschiedlich großen Verkaufsständen und einem Brunnen in der Mitte soll jeder Mitspieler fünf Geschenke für das bevorstehende Familienfest erstehen. Als Fortbewegungsmittel dienen fliegende Teppiche. Jeder Spieler erhält seinen Satz (fünf) Familienkärtchen, die gemischt und von denen zwei aufgedeckt werden. Die 30 Geschenkkärtchen in drei verschiedenen Farben werden nach den Rückseiten sortiert und verdeckt in drei Stapeln platziert. Die Basarstände werden mit ein oder zwei (je nach Größe) verdeckten Geschenkkärtchen bestückt. Zudem erhält jeder Teilnehmer einen fliegenden Teppich.
Der Startspieler drückt nun den Blasebalg um seinen Teppichflieger per Luft zu einem Basar zu bewegen. Gleichzeitig würfelt der linke Spielnachbar mit zwei Farbwürfeln. Der Blasbalgspieler versucht es so lange, bis der Würfelspieler einen Pasch erzielt und Stopp ruft. Der Spielzug ist beendet. Er endet auch beim Umblasen eines Teppichs. Landet man an einem Basarstand darf man das dortige Geschenk einkaufen (wenn man es denn auch auf dem Familienkärtchen sieht), aufladen und eine neue eigene Familienkarte umdrehen, sowie den Basarstand wieder befüllen. Gewinner ist wer als erster alle fünf Geschenke eingesammelt hat.

### Material
Außer dem Spielplan und den 4 Spielfiguren, sowie dem Blasebalg enthält die Schachtel als Zubehör noch 
| - 26 Wände - 20 Familienkarten - 30 Geschenkplättchen | - 2 Farbwürfel - 10 Wunderlampen-Chips - Spielregel |

Die Wunderlampenchips sind bei einer Spielvariante zu nutzen. Dabei kann man diese, so man sie vorher in einer Höhle, in der der Teppich landen muss, erwarb, zum Stoppen der Würfelei einsetzen und ohne Hast zum nächsten Bazar fliegen um einzukaufen. Hoffmann nutzt hier auch erstmals den Blasebalg als Fortbewegungsinstrument, das er später dann beim Kinderspiel des Jahres Der schwarze Pirat verwendet.